# Adolf Oberländer

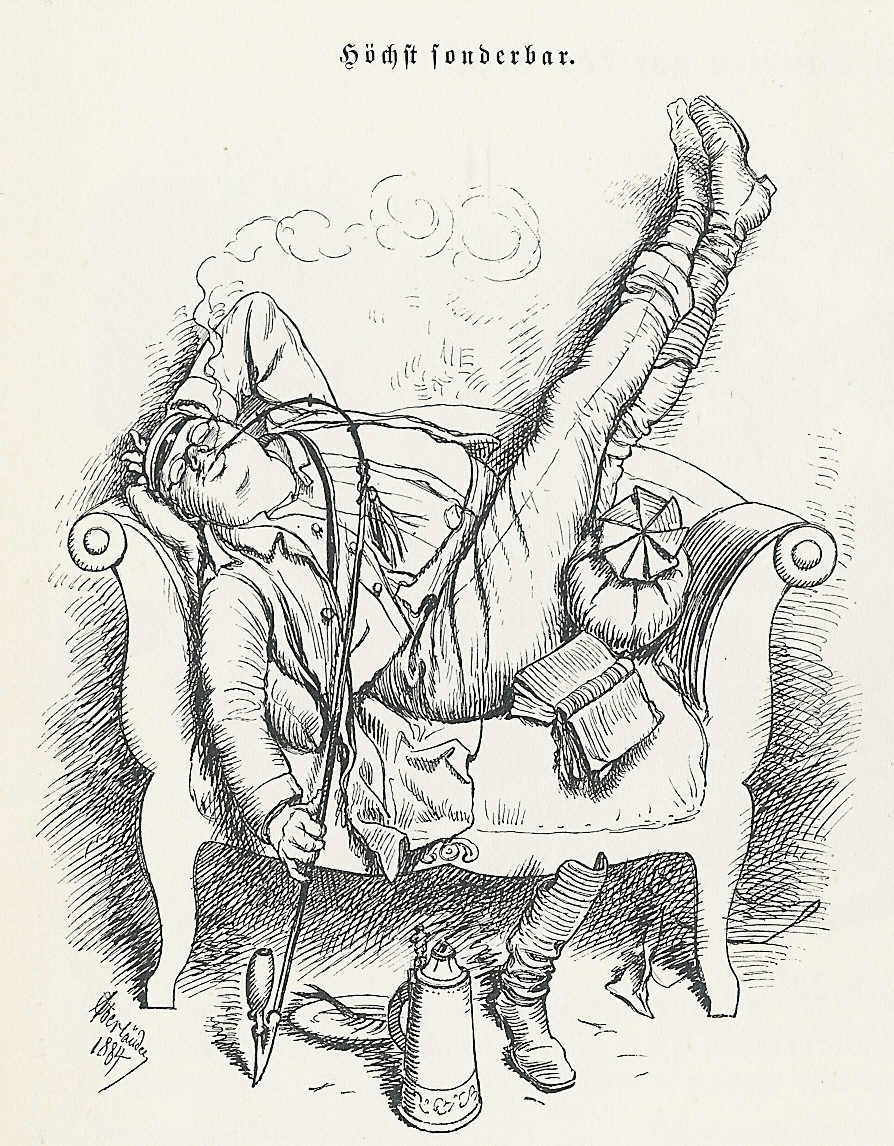
Höchst sonderbar, caricatura de Adolf Oberländer realizada en 1884.

Adam Adolf Oberländer (Ratisbona, 1 de octubre de 1845 - Múnich, 29 de mayo de 1923) fue un caricaturista alemán.
Nació en Ratisbona, pero a partir de 1847 vivió en Múnich. Estudió dibujo en la Academia de Bellas Artes de Múnich, siendo aleccionado por Carl Theodor von Piloty, y pronto descubrió que la verdadera expresión de su talento se veía mejor representada en el campo de la caricatura y del dibujo cómico. Se unió al Fliegende Blotter, convirtiéndose en un activo y constante contribuidor. 
Al contrario que Wilhelm Busch, quien buscaba la máxima simpleza en las líneas y cuyos dibujos formaban un comentario más en su leyenda, el trabajo de Oberländer es esencialmente pictórico, y expresivo por sí mismo, evadiendo cualquier ayuda de línea escrita.
Entre sus mejores dibujos se encuentran parodias del estilo de pintores famosos, como Variations on the Kissing Theme.
Sus obras han sido recopiladas bajo el título Oberländer-Album, publicado por vez primera por Braun and Schneider en Múnich, y reimpreso en multitud de ocasiones, la más reciente por Rosenheimer en 1982.